# Catocha angulata
Catocha angulata är en tvåvingeart som beskrevs av Jaschhof 2009. Catocha angulata ingår i släktet Catocha, och familjen gallmyggor. Arten är reproducerande i Sverige.